# Panaxia subitalica
Panaxia subitalica är en fjärilsart som beskrevs av Kettlewell 1943. Panaxia subitalica ingår i släktet Panaxia och familjen björnspinnare. Inga underarter finns listade i Catalogue of Life.